# كاريس إنج
د. كاريس إنج الحاصلة على دكتوراه في الطب ولدت في سنغافورة، وهي فيزيائية ومختصة بعلم الوراثة في عيادة كليفلاند ومعروفة لتحديدها الجين المسمى ب"PTEN". نسبت دكتورة كاريس براعتها في الطب لحصص العلوم بالصف الرابع لأنها قد ألهمتها في مهنتها، حيث تصف عملها بأنه «تحقيق لحلم امتد على مدار الحياة».
ولدت «إنج» في سنغافورة عام 1962 ونشأت في بريستول بإنجلترا. بدأت دراستها في جامعة شيكاغو في عمر السادسة عشر. ثم حصلت على دكتوراة في علم الأحياء التنموي عام 1986 ودكتوراه في الطب عام 1988، وكلاهما من كلية الطب بريتزكر بجامعة شيكاغو. ثم تخصصت في الطب الباطني في مستشفى بيت إسرائيل في بوسطن وتدربت على طب الأورام في معهد دانا فاربر للسرطان في هارفارد. ثم تدربت «إنج» في علم الوراثة السريري للسرطان في جامعة كامبريدج و Royal Marsden NHS Trust بالمملكة المتحدة، وفي علم الوراثة السرطاني القائم على الاختبارات المعملية بواسطة الأستاذ السير بروس بوندر. عادت «إنج» إلى معهد فاربر كأستاذ مساعد في الطب في نهاية عام 1995، ثم تم توظيفها وفي يناير 1999 من قبل جامعة ولاية أوهايو كأستاذ مشارك في الطب ومدير برنامج علم الوراثة للسرطان السريري. في عام 2001، تم منحها أستاذية ديفيس وعينت مديرة مشاركة لقسم علم الوراثة البشرية في قسم الطب الباطني. في عام 2002، تمت ترقيتها إلى أستاذ ومدير قسم وأصبحت رئيس كرسي «كلوتز» الخيري.

## المسار الوظيفي
تم توظيف «إنج» في كليفلاند كلينيك في عام 2005، وكانت المدير المؤسس لمعهد كليفلاند كلينيك للطب الجينومي ومركز الرعاية الصحية الجينية الشخصية وأستاذ ونائب رئيس قسم علم الوراثة في كلية الطب بجامعة كيس ويسترن ريزيرف.
خارج المختبر، عملت «إنج» كمستشار الوراثة الأساسي للفيلم الوثائقي لقناة ديسكفري هيلث بعنوان «لعنة الرجل الفيل» والذي تتبع الأسباب الوراثية لاضطراب جوزيف ميريك المشوِّه. 
بالإضافة إلى ذلك، ترأست «إنج» العديد من المجالس، منها فترة ثلاث سنوات في مجلس إدارة الجمعية الأمريكية لعلم الوراثة البشرية، وسنتين كرئيس للجنة العلوم السريرية في ائتلاف الطب الشخصي وخمس سنوات في مجلس المديرين العلميين للمعهد القومي لبحوث الجينوم البشري. تم تعيين «إنج» في اللجنة الاستشارية لوزارة الوراثة والصحة والخدمات الإنسانية التابعة لوزارة الصحة الأمريكية (2009-2011). كما كانت الرئيس المشارك لفرقة العمل الخاصة بهم لفحص تسلسل الجينوم الكامل للتطبيق السريري، وتعمل في فريق الخبراء التابع لمشروع منظمة الصحة العالمية للتحديات الكبرى حول جينوم الصحة العامة في البلدان النامية. 

## أبحاثها
مختبر «إنج» حاليًا يحدد ويُعرِّف الجينات التي يُرجَّح أنها تسبب قابلية الإصابة بمتلازمات السرطان الوراثية لتحديد دورها في التسرطن العشوائي وتحليل علم الأوبئة الجزيئي من حيث صلتها بالتطبيقات السريرية. سمح هذا الإطار لفريقها بتوضيح وظيفة طفرات PTEN في متلازمة كاودن، وهي حالة موروثة تزيد من خطر الإصابة ببعض أنواع السرطان في البشر.   

## الجوائز
حصلت «إنج» على العديد من الجوائز والتكريم بما في ذلك انتخاب الجمعية الأمريكية للاختبار السريري، جمعية الأطباء الأمريكيين، وزميل AAAS ، وجائزة دوريس ديوك للعلماء السريريين المتميزين. حصلت «إنج» على جائزة ATA Van Meter لعام 2005 وجائزة Ernst Oppenheimer لعام 2006 لجمعية الغدد الصماء، ووسام بطل بحث الأمل جون بيتر مينتون لعام 2006 من جمعية السرطان الأمريكية، ولقب محاضر جمعية جراحة الأورام جايمس وينج في 2014، ولقب المحاضر التذكاري AACR-WICR شارلوت فريند لعام 2014. في عام 2018، حصلت «إنج» على ميدالية الشرف للبحوث السريرية من قبل جمعية السرطان الأمريكية «لتميزها في الرعاية الشخصية وترجمة التحليل الجينومي والخلوي إلى التطبيق السريري.»  وقد حصلت «إنج» أيضًا على جائزة Stefanie Spielman لأبحاث سرطان الثدي. 